# Штессен
Штессен (нім. Stößen) — місто в Німеччині, розташоване в землі Саксонія-Ангальт. Входить до складу району Бургенланд. Складова частина об'єднання громад Ветауталь.
Площа — 7,29 км2. Населення становить 916 ос. (станом на 31 грудня 2021).

## Галерея

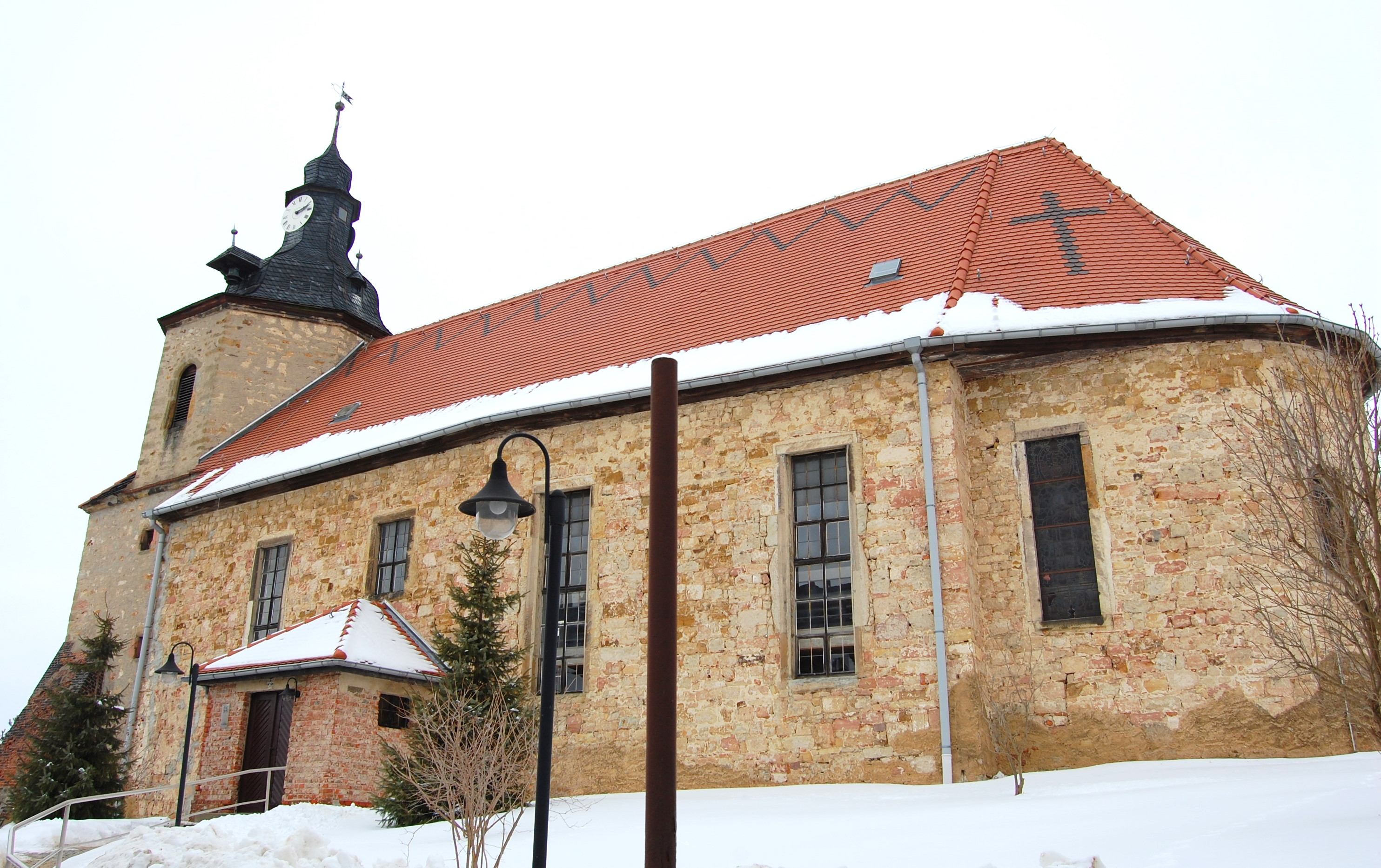
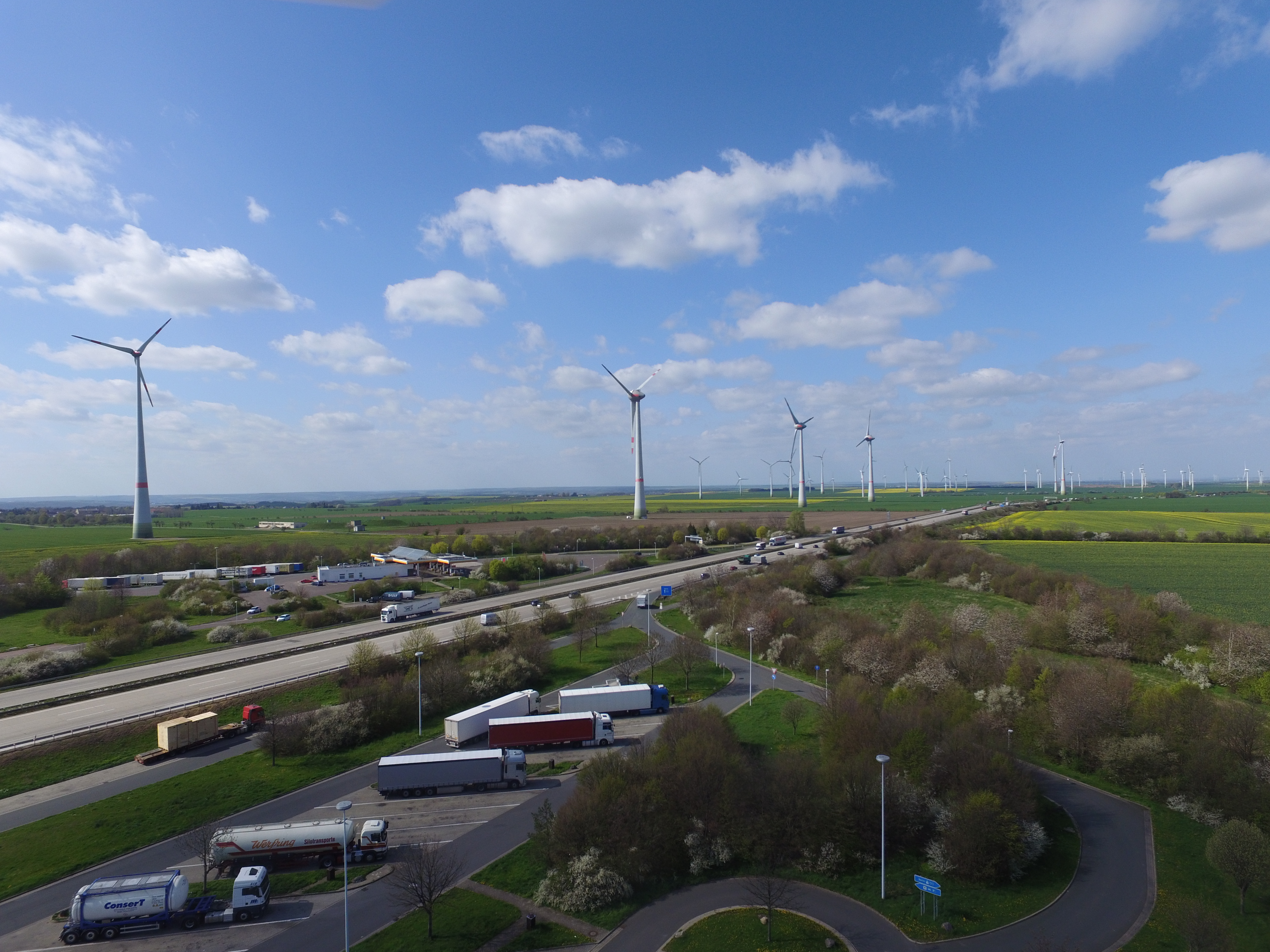